# San Bartolomé (Sevilla)

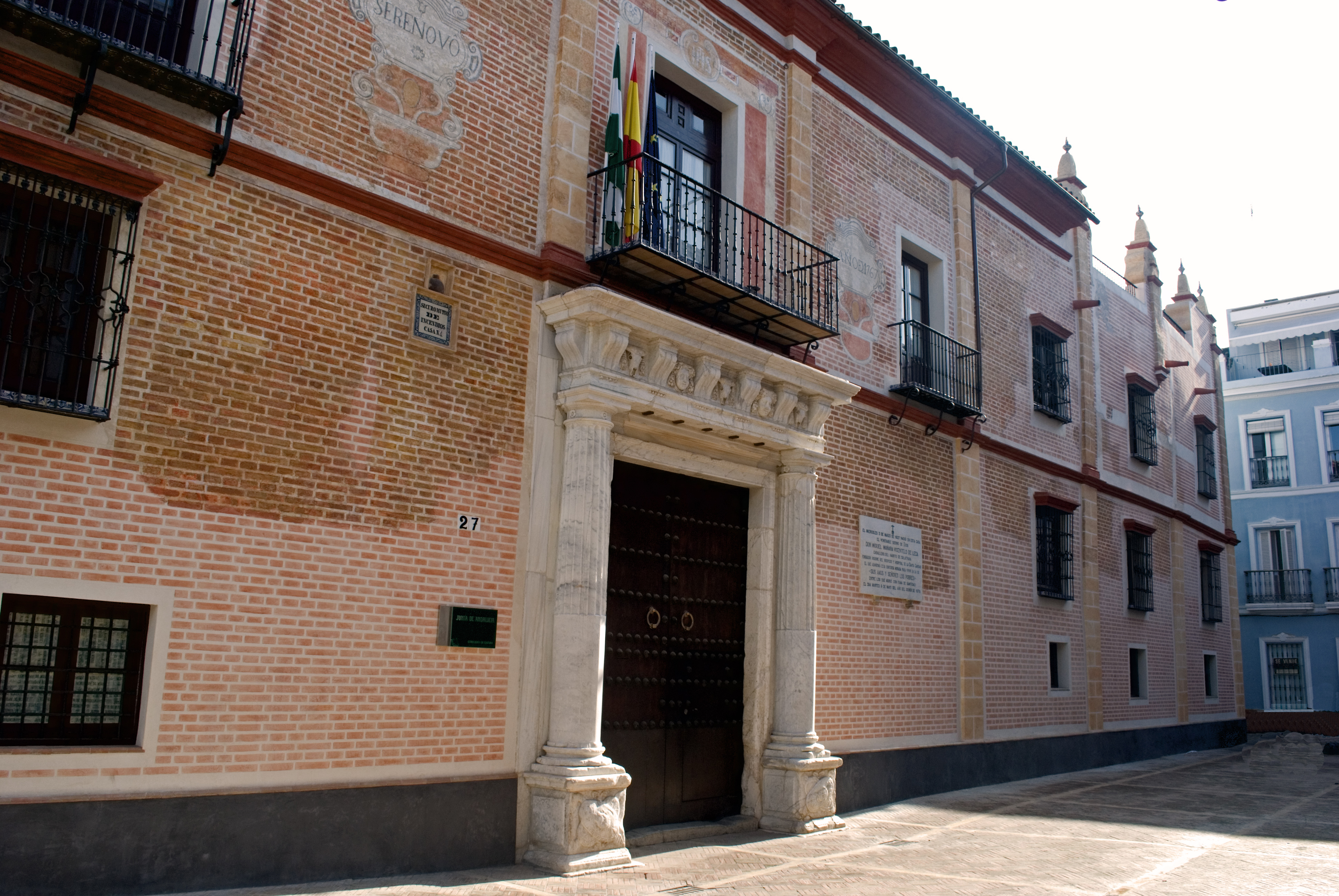
El palacio de Miguel de Mañara se encuentra localizado en el núcleo central del barrio de San Bartolomé.

San Bartolomé es un barrio histórico de Sevilla (Andalucía, España) que se asienta en parte de la antigua judería de la ciudad, que ocupaba el barrio de Santa Cruz y el de San Bartolomé. 
Está situado en la zona sureste del distrito Casco Antiguo y limita al norte con el barrio de Santa Catalina; al oeste, con el barrio de Alfalfa; y al sur, con el barrio de Santa Cruz. Al este, la Ronda Histórica (calle Recaredo y avenida Menéndez Pelayo) lo separan del distrito Nervión Tiene una población estimada de 3.837 habitantes.

## Delimitación
La delimitación histórica del barrio coincide con el área de la parroquia de San Bartolomé que constituye su núcleo central. En 2006, entró en vigor la actual distribución territorial del municipio de Sevilla en once distritos, subdivididos administrativamente en 108 barrios, de los cuales el de San Bartolomé es uno de ellos, la delimitación administrativa desde entonces está formada por la avenida Menéndez y Pelayo, la puerta de la Carne, calles Santa María la Blanca, San José, Vírgenes, Águilas, San Esteban y puerta de Carmona. Delimitan y encierran una núcleo dotado con determinados factores propios.

## Historia
A partir de la conquista de Sevilla por el rey Fernando III en 1248, los judíos comenzaron a poblar en abundancia la ciudad. Como en otras urbes cristianas, el rey, en el repartimiento, asignó un barrio a esta comunidad, en las proximidades del Alcázar.
La judería ocupaba una superficie aproximada de 16 Has. Se encontraba separada del resto de la ciudad por una muralla que la delimitaba. Esta partía del Alcázar, continuaba por la calle Mateos Gago, Fabiola, Madre de Dios, iglesia de San Nicolás, calle Conde de Ibarra, plaza de las Mercedarias, calle Vidrio y Tinte, en las cercanías de la Puerta Carmona y terminaba en la actual Puerta de la Carne (de Bab Chauar o Puerta de las Perlas, luego de Minjoar).
Poco después de la conquista, el rey Alfonso X decretó la conversión de cuatro mezquitas  en sinagogas, que corresponden a las actuales iglesias de Santa María la Blanca y de San Bartolomé, la antigua iglesia de Santa Cruz (situada en la actual plaza de Santa Cruz) y el convento de Madre de Dios. El cementerio estaba situado entre la calle Cano y Cueto y el paseo de Catalina de Ribera.
En 1391 se produjo el asalto a la judería por parte de los cristianos. Tras estos acontecimientos desapareció la colonia judía de la ciudad y se fundaron dos parroquias, de Santa Cruz y San Bartolomé que dieron lugar a los dos barrios conexos actualmente. Aun cuando las murallas que cercaban el barrio se derribaron a San Bartolomé le quedó un carácter cerrado y poco conectado al resto de la ciudad.

## Lugares de interés
- Casa de Pilatos
- Palacio de Mañara
- Palacio de Altamira
- Iglesia de San Bartolomé
- Iglesia de San Esteban
- Monasterio de la Visitación de Santa María (Salesas)
- Convento de Mercedarias de San José
- Convento de San Leandro
- Convento Madre de Dios
- Iglesia de San José